# George Canning
George Canning (født 11. april 1770, død 8. august 1827) var en britisk politiker, kendt for sin liberale politik som udenrigsminister (1807–1809, 1822–1827) og som premierminister i fire måneder i 1827. Han var far til Charles Canning, 1. jarl Canning. 